# Гваймар IV (князь Салернський)
Гваймар IV (*бл.1013—†2 або 3 червня 1052) — лангобордський князь Салернський (1027—1052), герцог Амальфійський (1039—1052), князь Капуанський (1038—1047), герцог Гаетанський (1040—1041). Був важливою фігурою періоду закінчення влади Візантійської імперії на півдні Італії та зародження влади норманів у цьому регіоні.

## Ранні завоювання
Був старшим сином Гваймара III та Гайтельтріми, дочки князя Беневентського Пандульфа II. Його старший брат Іоанн співправив з батьком з 1015 по 1018. Після його смерті Гваймар був призначений співправителем. У 1022 імператор Священної Римської імперії Генріх II розпочав кампанію проти греків у Південній Італії. Його полководець архієпископ Кельнський Пілгрим обложив Капую. У 1022 Пандульфа IV було захоплено в полон і вивезено до Німеччини. Гваймар III був змушений передати імператору свого неповнолітнього сина Гваймара як заручника. Імператор передав його папі Римському Бенедикту VIII, який звільнив Гваймара. Юний Гваймар спадкував герцогський престол у Салерно в 1027.